# بيط قزمي
بيط قزمي (الاسم العلمي: Bittium perpusillum) هو نوع من الرخويات يتبع جنس البيط من الفصيلة القرطيونية.